# Diebstahl mit Waffen; Bandendiebstahl; Wohnungseinbruchdiebstahl
Als Diebstahl mit Waffen; Bandendiebstahl; Wohnungseinbruchdiebstahl wird im deutschen Strafrecht ein Straftatbestand bezeichnet, der im 19. Abschnitt des Besonderen Teils des Strafgesetzbuchs (StGB) in § 244 StGB normiert ist. Er zählt zu den Eigentumsdelikten. Bei § 244 StGB handelt es sich um eine Qualifikation des Diebstahlstatbestands (§ 242 StGB), die ausgewählte Begehungsweisen des Diebstahls, die mit besonders hohem Unrecht verbunden sind, mit höherer Strafe bedroht. Hierzu zählen das Stehlen unter Mitführen einer Waffe oder eines Werkzeugs, das bandenmäßige Stehlen sowie der Wohnungseinbruchdiebstahl.
Ist ein Fall des § 244 StGB verwirklicht, steigt die Strafandrohung auf eine Freiheitsstrafe zwischen sechs Monaten und zehn Jahren. Daher handelt es sich gemäß § 12 Abs. 2 StGB um ein Vergehen. Der Wohnungseinbruchsdiebstahl nach Abs. 4 hat demgegenüber aufgrund seiner höheren Strafandrohung Verbrechenscharakter. In Fällen des Abs. 4 sind daher nach § 30 StGB zusätzlich bestimmte vorbereitende Handlungen strafbar.
Die praktische Relevanz des § 244 StGB ist wie die der übrigen Diebstahlsdelikte hoch. Die polizeiliche Kriminalstatistik des Bundeskriminalamts, die die strafschärfenden Regelbeispiele und Qualifikationen des Diebstahls (§ 243-§ 244a StGB) unter einem Schlüssel, dem Diebstahl unter erschwerten Bedingungen, zusammenfasst, weist für das Jahr 2022 knapp 735.000 Fälle auf. Allerdings sank die Häufigkeit in den letzten drei Jahrzehnten auf ein Viertel von 3.144 Fällen pro 100.000 Einwohner im Jahr 1993 auf 885 im Jahr 2022. Dieser Rückgang folgt dem Trend, der in allen westlichen Ländern zu beobachten ist. Die Aufklärungsquote liegt mit ca. 15 % im Vergleich zu anderen Deliktsgruppen auf einem unterdurchschnittlichen Niveau.
In Österreich und in der Schweiz existieren ähnliche Qualifikationen. Das österreichische StGB versieht den Diebstahl, der durch Einbruch oder mit Waffen begangen wird, in § 129 mit einer gegenüber dem einfachen Diebstahl erhöhten Strafandrohung. In § 130 StGB folgt eine Qualifikation für Diebstahlstaten, die gewerbsmäßig oder als Mitglied einer kriminellen Vereinigung begangen werden. Im Schweizer Strafrecht qualifiziert Art. 139 Abs. 3 StGB Taten, die gewerbsmäßig, mit Waffen, als Bandenmitglied oder in einer aus anderen Gründen gefährlichen Weise begangen werden.

## Normierung und Schutzzweck
Die Diebstahlsqualifikation ist in § 244 StGB normiert, der seit seiner letzten Veränderung am 22. Juli 2017 wie folgt lautet:
(1) Mit Freiheitsstrafe von sechs Monaten bis zu zehn Jahren wird bestraft, wer
1. einen Diebstahl begeht, bei dem er oder ein anderer Beteiligter
a) eine Waffe oder ein anderes gefährliches Werkzeug bei sich führt,
b) sonst ein Werkzeug oder Mittel bei sich führt, um den Widerstand einer anderen Person durch Gewalt oder Drohung mit Gewalt zu verhindern oder zu überwinden,
2. als Mitglied einer Bande, die sich zur fortgesetzten Begehung von Raub oder Diebstahl verbunden hat, unter Mitwirkung eines anderen Bandenmitglieds stiehlt oder
3. einen Diebstahl begeht, bei dem er zur Ausführung der Tat in eine Wohnung einbricht, einsteigt, mit einem falschen Schlüssel oder einem anderen nicht zur ordnungsmäßigen Öffnung bestimmten Werkzeug eindringt oder sich in der Wohnung verborgen hält.
(2) Der Versuch ist strafbar.
(3) In minder schweren Fällen des Absatzes 1 Nummer 1 bis 3 ist die Strafe Freiheitsstrafe von drei Monaten bis zu fünf Jahren.
Wie der Grundtatbestand des Diebstahls schützt § 244 StGB primär Eigentum und Gewahrsam. Zusätzlich verfolgen die einzelnen Tatbestände weitere, individuelle Schutzzwecke.

## Entstehungsgeschichte

### § 244 des Reichsstrafgesetzbuchs: Rückfalldiebstahl

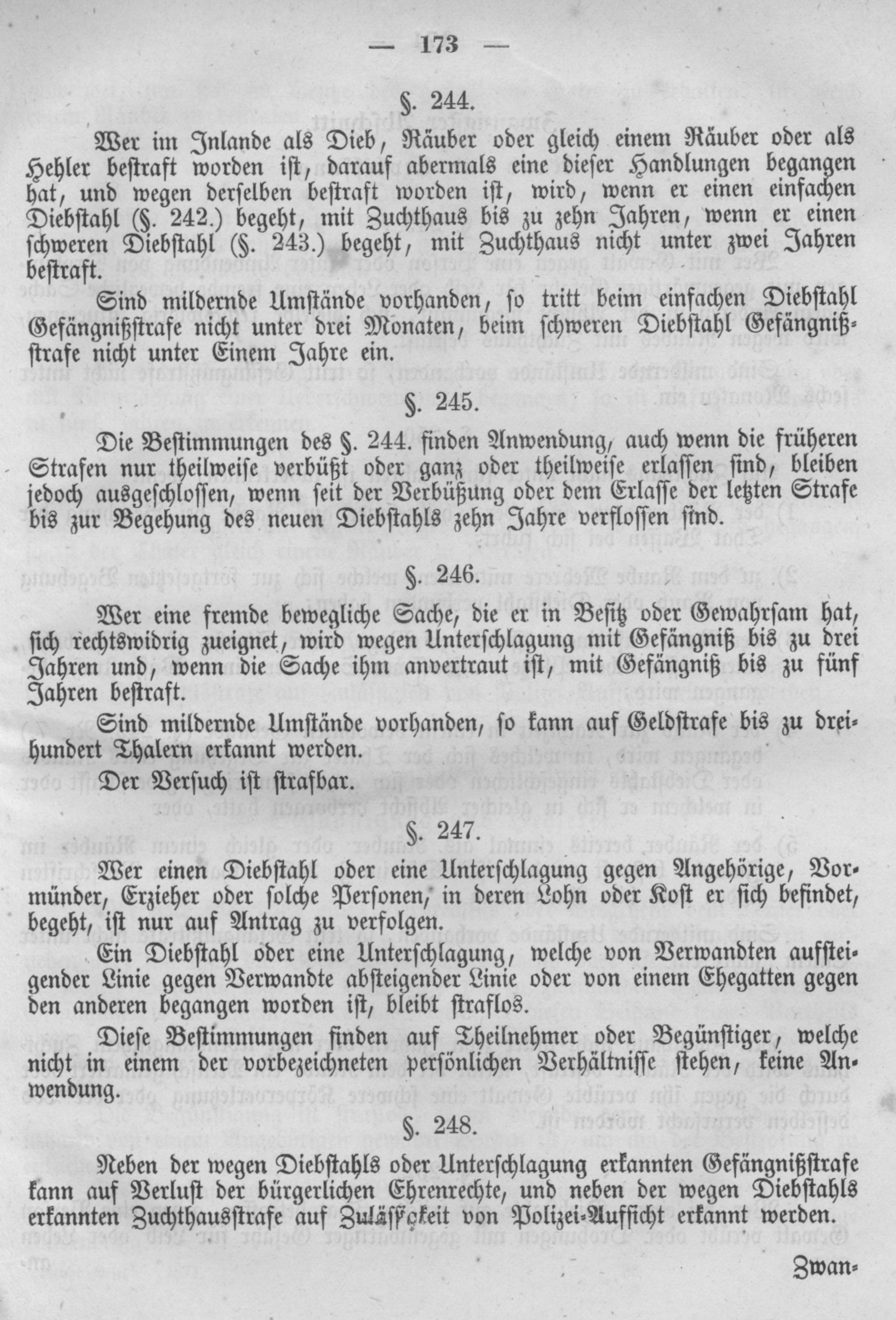
Reichsgesetzblatt zur Einführung des § 244 StGB

Vorgänger des heutigen § 244 StGB ist die Diebstahlsqualifikation des § 244 RStGB, die mit Inkrafttreten des Reichsstrafgesetzbuchs (RStGB) am 1. Januar 1872 eingeführt wurde. Dieser lautete:
Der Tatbestand des § 244 RStGB richtete sich gegen den Rückfalldiebstahl. Bestraft wurde hiernach, wer einen Diebstahl beging und dabei bereits wegen eines Diebstahls, einer Raubtat oder einer Hehlerei vorbestraft war. Einen wesentlich breiteren Anwendungsbereich wies die Qualifikation des Schweren Diebstahls (§ 243 RStGB) auf, die zahlreiche weitere Erscheinungsformen des Diebstahls mit erhöhter Strafandrohung versah. Hierzu zählten unter anderem der Diebstahl aus Gebäuden und umschlossenen Räumen, der öffentliche Diebstahl und der Diebstahl unter Mitführung von Waffen.

### Umgestaltung durch das erste Strafrechtsreformgesetz
Nach Gründung der Bundesrepublik wurde das RStGB durch das dritte Strafrechtsänderungsgesetz als StGB der Bundesrepublik Deutschland neu bekannt gemacht. § 244 StGB blieb hierbei unverändert, da er kein spezifisch nationalsozialistisches Gedankengut zum Ausdruck brachte. Zu einer Überarbeitung der Norm kam es erstmals im Zuge des ersten Strafrechtsreformgesetzes, als er mit Wirkung zum 1. April 1970 die Diebstahlsqualifikationen überarbeitete. Einen Anlass hierzu gab die starke Kritik des Schrifttums an der mangelnden Flexibilität des Qualifikationstatbestands aus § 243 StGB, dem vorgeworfen wurde, zu wenig Spielraum für die Berücksichtigung von Einzelfallumständen zu lassen, was eine vielfach als widersprüchlich empfundene Kasuistik hervorbrachte.

Um diesem Kritikpunkt zu begegnen, gestaltete der Gesetzgeber § 243 StGB zu einem Regelbeispiel um, das die Verhängung einer erhöhten Strafe ins Ermessen des im Einzelfall entscheidenden Richters stellte. § 244 behielt demgegenüber seinen Charakter einer Qualifikation, wurde allerdings inhaltlich neu gefasst. Der Gesetzgeber hob die spezifische Strafschärfung des Rückfalldiebstahls auf, die in der allgemeinen Rückfallregel des § 48 StGB aufging, und ersetzte sie durch neue Qualifikationstatbestände, die sich gegen besonders gefährliche Begehungsweisen des Diebstahls richteten. Hierbei orientierte er sich am Bestand des früheren § 243 StGB, aus dem er den Diebstahl mit Schusswaffen (§ 244 Abs. 1 Nr. 1 StGB) und den Bandendiebstahl (§ 244 Abs. 1 Nr. 3 StGB) übernahm. Diese Begehungsformen hielt er für derart gefährlich, dass sie ihren Qualifikationscharakter beibehalten sollten. Hinzu kam ein neuer Qualifikationstatbestand, das Mitführen von Werkzeugen zum Zweck der Tatbegehung (§ 244 Abs. 1 Nr. 2 StGB). In der Konsequenz hatte § 244 StGB folgenden Wortlaut:
1. einen Diebstahl begeht, bei dem er oder ein anderer Beteiligter eine Schußwaffe bei sich führt,
2. einen Diebstahl begeht, bei dem er oder ein anderer Beteiligter eine Waffe oder sonst ein Werkzeug oder Mittel bei sich führt, um den Widerstand eines anderen durch Gewalt oder Drohung mit Gewalt zu verhindern oder zu überwinden, oder
3. als Mitglied einer Bande, die sich zur fortgesetzten Begehung von Raub oder Diebstahl verbunden hat, unter Mitwirkung eines anderen Bandenmitgliedes stiehlt.
Mit Wirkung zum 22. September 1992 ergänzte der Gesetzgeber § 244 StGB um einen dritten Absatz, der im Fall des Bandendiebstahls Vermögensstrafe und erweiterten Verfall als zusätzliche Sanktionen anordnete. Hierdurch wollte er der organisierten Kriminalität begegnen. Aus dem gleichen Grund schuf er mit § 244a StGB eine zusätzliche Qualifikation, die eine gegenüber § 244 StGB erhöhte Strafandrohung für Fälle vorsieht, in denen der Täter neben der bandenmäßigen Begehung eine weitere Qualifikation oder ein weiteres Regelbeispiel erfüllt.

### Umgestaltung durch das sechste Strafrechtsreformgesetz
Im Zuge des sechsten Strafrechtsreformgesetz ergänzte der Gesetzgeber den Katalog der qualifizierenden Begehungsweisen mit Wirkung zum 1. April 1998, wodurch er ihm im Wesentlichen seine heutige Struktur verlieh: Zum einen schuf er einen neuen Qualifikationstatbestand, den Wohnungseinbruchdiebstahl. Dieser war bislang in § 243 Abs. 1 S. 2 Nr. 1 StGB als Regelbeispiel enthalten. Durch die Aufwertung des Regelbeispiels zur Qualifikation, wollte der Gesetzgeber die mit dem Wohnungseinbruch verbundene Gefährdung der Privatsphäre und des Eigentums des Opfers härter als bislang bestrafen.
Zum anderen erweiterte Gesetzgeber den Anwendungsbereich des § 244 Abs. 1 Nr. 1 StGB auf alle Arten von Waffen sowie auf gefährliche Werkzeuge. Durch die Gleichstellung von Schusswaffen, Waffen und Werkzeugen, wollte er gewährleisten, dass das Mitführen von Gegenständen, die eine waffenähnliche Gefährlichkeit aufweisen, etwa Tapetenmesser oder Säure, nicht schwächer bestraft wird als das Mitführen von Waffen. Dies warf allerdings komplexe, bis heute nicht abschließend bewältigte Abgrenzungsschwierigkeiten auf, da sich ohne Rückgriff auf einen spezifischen Verwendungszweck kaum bestimmten lässt, welche Gegenstände gefährliche Werkzeuge sind. Schließlich kann bei abstrakter Betrachtung nahezu jeder Gegenstand als gefährliches Werkzeug genutzt werden. Dementsprechend stieß die Veränderung des § 244 Abs. 1 Nr. 1 StGB auf massive Kritik aus Lehre und Praxis. Der Gesetzgeber hat bislang jedoch auf eine Anpassung dieses Tatbestands verzichtet.

### Weitere Entwicklungen
Mit Wirkung zum 5. November 2011 ergänzte der Gesetzgeber einen minder schweren Fall des § 244 StGB als Strafzumessungsregelung, der es dem Rechtsanwender erlaubte, die Strafe in Fällen mit besonders geringer Schuld zu reduzieren. Mit dieser Regelung wollte der Gesetzgeber vor allem den angesprochenen Schwierigkeiten bei der Auslegung des Werkzeugbegriffs bei § 244 Abs. 1 Nr. 1 lit. a StGB begegnen. Diese Regelung stieß in Praxis und Schrifttum auf große Kritik, weil sie die Auslegungsproblematik nicht an ihrer tatbestandlichen Wurzel packte, sondern lediglich eine Ergebniskorrektur auf Rechtsfolgenseite ermöglichte. Es hätte näher gelegen, den systematischen Fehler des Tatbestands durch Umformulierung der problematischen Variante zu korrigieren. Den Erweiterten Verfall verschob der Gesetzgeber in den neu geschaffenen vierten Absatz. Den Verweis auf die inzwischen vom Bundesverfassungsgericht wegen eines Verstoßes gegen das Bestimmtheitsgebots für nichtig erklärte Vermögensstrafe entfernte er.
Mit Wirkung zum 1. Juli 2017 strich der Gesetzgeber im Zuge des Gesetzes zur Reform der strafrechtlichen Vermögensabschöpfung den Verweis auf den Erweiterten Verfall nach § 73d StGB a. F, der es Gerichten erlaubte, Gegenstände des Täters einzuziehen. Dieser Verweis war im Zuge der Zusammenlegung von Verfall und Einziehung verzichtbar geworden, weil die Vorschriften über die Einziehung für alle Tatbestände gelten.
Die bislang letzte Änderung des § 244 StGB erfolgte mit Wirkung zum 22. Juli 2017. Angesichts anhaltend hoher Fallzahlen hob der Gesetzgeber zwecks effektiverer Abschreckung den Strafrahmen für den Einbruch in dauerhaft genutzte Privatwohnungen auf eine Freiheitsstrafe zwischen einem und zehn Jahren an, wodurch er § 244 StGB partiell zum Verbrechen aufwertete. Praxis und Schrifttum kritisierten diese Änderung vielfach dafür, an der Häufigkeit der Wohnungseinbruchsdiebstähle nichts ändern zu können. Die hohe Anzahl an Wohnungseinbruchsdiebstählen lasse sich nicht durch eine bloße Strafverschärfung begegnen, sondern lediglich durch Verbesserung der Aufklärungsquote. Überdies wird die Regelung dafür kritisiert, die bereits zuvor mit beachtlichen Schwierigkeiten verbundene Auslegung des Wohnungsbegriffs durch die Unterscheidung zwischen der einfachen und der dauerhaft genutzten Wohnung verkompliziert zu haben.

## Tatbestand

### Diebstahl mit Waffen oder Werkzeugen (§ 244 Abs. 1 Nr. 1 StGB)

#### Mitführen von Waffen oder gefährlichen Werkzeugen

##### Schutzzweck
§ 244 Abs. 1 StGB zählt abschließend vier Begehungsformen für den qualifizierten Diebstahl auf. Gemeinsame Voraussetzung aller qualifizierenden Begehungsformen ist das Vorliegen eines vollendeten Diebstahls nach § 242 Abs. 1 StGB. § 244 Abs. 1 Nr. 1 lit. a StGB verwirklicht, wer bei der Tat eine Waffe oder ein Werkzeug mitführt. Grund der erhöhten Strafandrohung ist, dass der Täter durch das Mitführen eines Tatmittels eine Gefahr für die körperliche Unversehrtheit und die Entschlussfreiheit des Opfers schafft. Bezugspunkt ist dabei die abstrakte Gefährlichkeit von Waffen und Werkzeugen. Daher kommt es nicht darauf an, ob es bei der Begehung des Diebstahls zu einer konkreten Gefährdung eines Menschen kommt. Systematisch handelt es sich also um ein abstraktes Gefährdungsdelikt.

##### Waffe

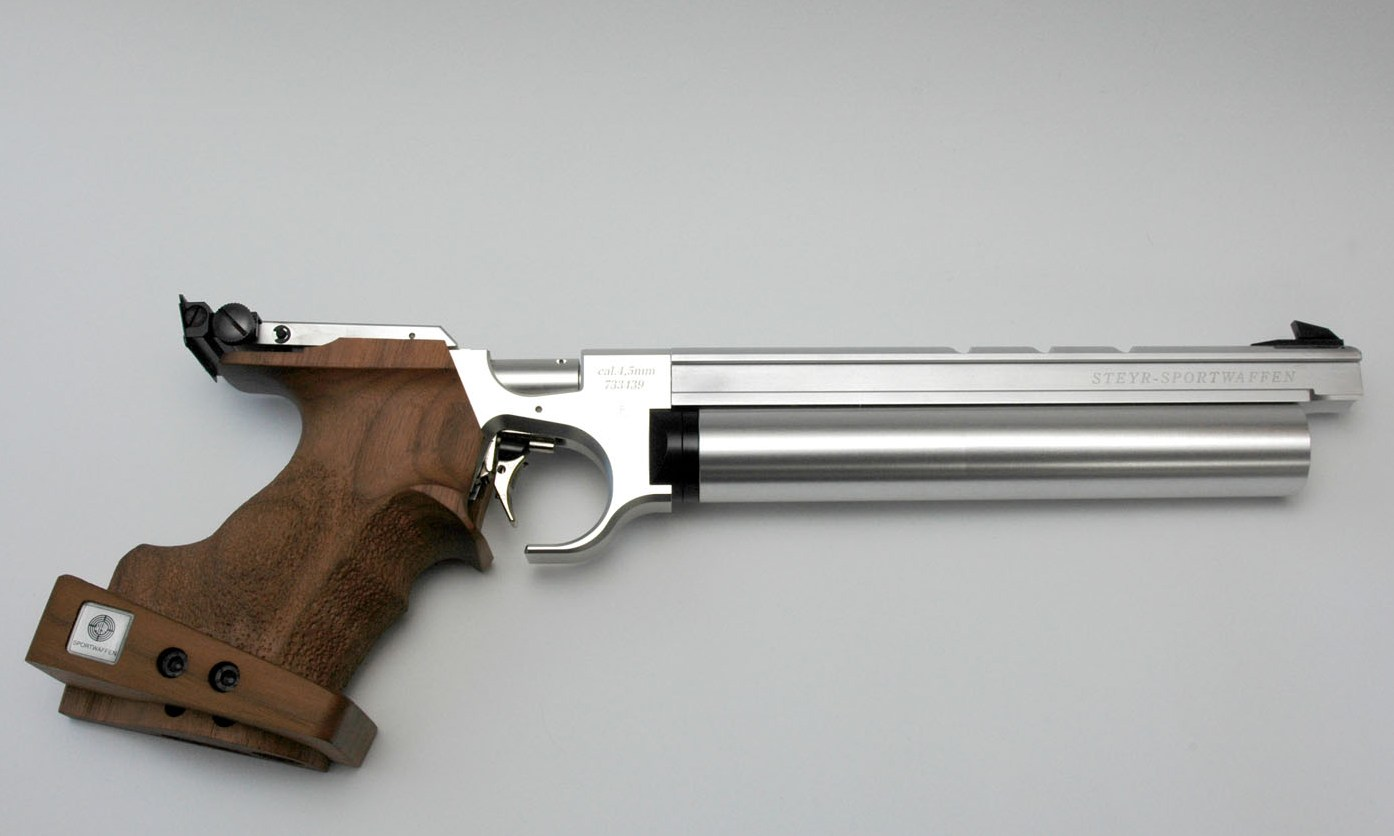
Moderne Wettkampfdruckluftpistole

Der Waffenbegriff ist strafrechtsautonom, weshalb sich sein Inhalt unabhängig vom Waffengesetz bestimmt. Allerdings hat das Waffengesetz Indizfunktion für den strafrechtlichen Waffenbegriff. Als Waffen im Sinne des § 244 StGB gelten bewegliche Gegenstände, die zu Angriffs- oder Verteidigungszwecken bestimmt sind und sich dazu eignen, andere erheblich zu verletzen. Dies trifft insbesondere auf Schuss-, Hieb- und Stoßwaffen zu, daneben auf Druckluftwaffen, Gaspistolen sowie auf Jagd- und Sportwaffen. Bei allen Waffen, die Geschosse verschießen ist allerdings zu beachten, dass der Strafzweck der Norm – die abstrakte Gefährlichkeit der Waffe – nur dann berührt ist, wenn die Waffe mit scharfer Munition geladen ist. Dementsprechend erfüllen ungeladene oder defekte Waffen nicht den Tatbestand des § 244 Abs. 1 Nr. 1 lit. a StGB.

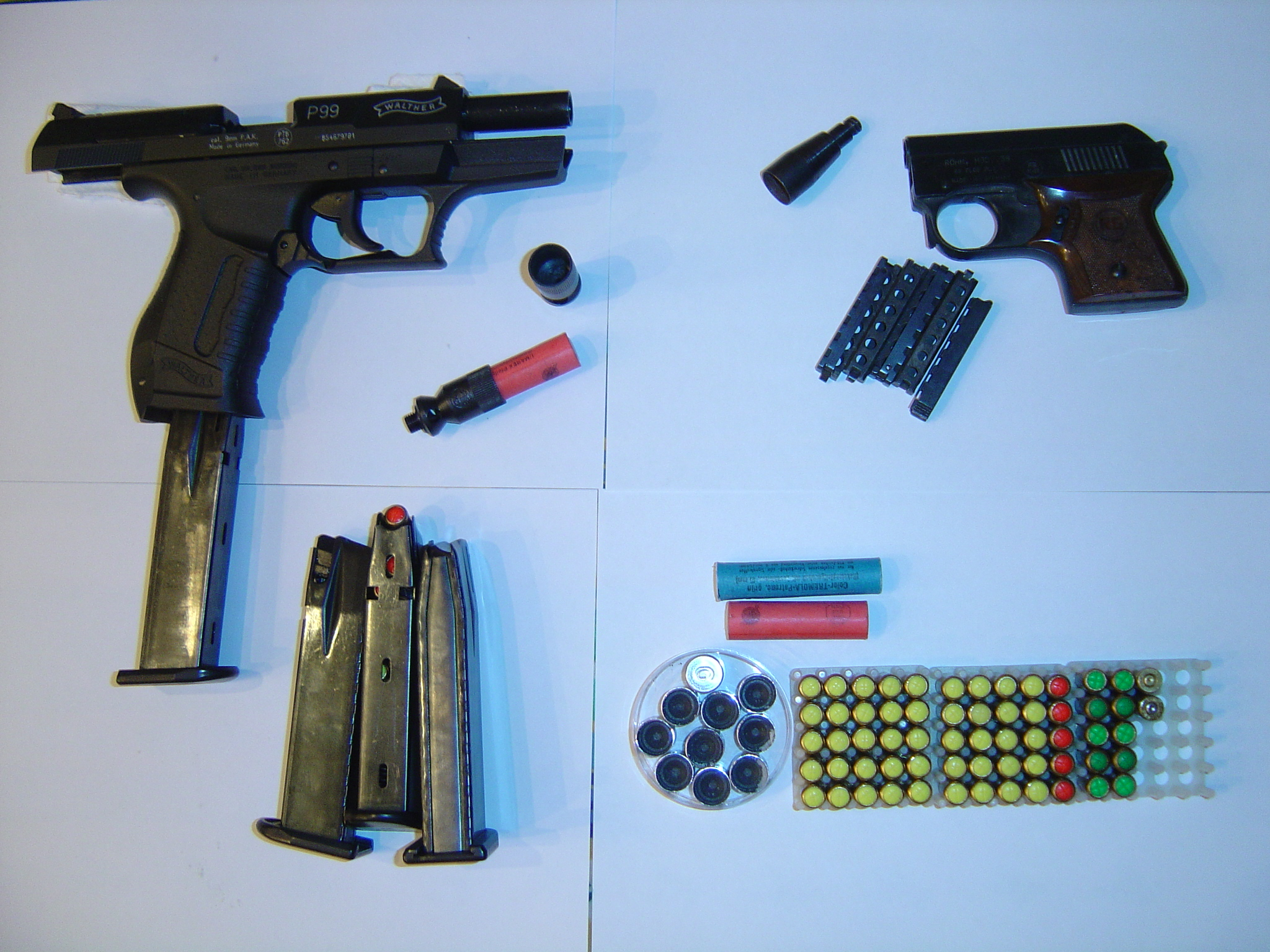
Schreckschusspistolen

Kontrovers beurteilt wird die Waffenqualität von Schreckschusspistolen. Obwohl diese nicht zu Verletzungszwecken gedacht sind, geht die jüngere Rechtsprechung davon aus, dass es sich hierbei um Waffen handelt, sofern beim Abfeuern Explosionsdruck nach vorne aus dem Lauf austritt. Der BGH begründet dies damit, dass die Mechanik einer solchen Pistole entspreche im Wesentlichen der einer echten Schusswaffe entspricht. Zudem können durch das Verschießen von Knallkartuschen erhebliche Verletzungen herbeigeführt werden. Im Schrifttum fand dies teilweise Zustimmung, überwiegend jedoch Ablehnung, weil dieses Verständnis den Waffenbegriff entgrenze.

##### Gefährliche Werkzeuge
Waffen sind nach der Systematik des § 244 Abs. 1 Nr. 1 StGB ein Unterfall der gefährlichen Werkzeuge. Der Gesetzgeber übernahm diesen Oberbegriff aus dem Tatbestand der gefährlichen Körperverletzung (§ 224 StGB), dessen Kasuistik er auf § 244 StGB übertragen lassen wollte. Dort gelten als gefährlichen Werkzeuge Gegenstände, die sich in ihrer konkreten Verwendungsweise zur Herbeiführung erheblicher Verletzungen eignen. Bejaht wurde die Werkzeugeigenschaft dort etwa bei einer Eisenstange, die zum Schlagen, und bei einem Stiefel, der zum Treten gegen den Körper genutzt wurde. Die Parallele zu § 224 StGB ist jedoch insofern problematisch, als dass sich die Gefährlichkeitsbeurteilung dort aus der konkreten Verwendung des Werkzeugs ergibt, weil § 224 StGB das Verwenden des Werkzeugs unter Strafe stellt. § 244 StGB geht hierüber hinaus, indem er bereits das Mitführen eines Werkzeugs bestraft. Daher macht er es erforderlich, die Gefährlichkeit losgelöst von einer bestimmten Verwendungsweise abstrakt zu bestimmen. Die Schwierigkeit hierbei liegt darin, dass nahezu jeder Gegenstand bei abstrakter Betrachtungsweise einem anderen erhebliche Verletzungen zufügen, mithin ein gefährliches Werkzeug sein kann. In der Konsequenz wäre § 244 StGB bei den meisten Diebstählen verwirklicht, bei denen der Täter Gegenstände, insbesondere Einbruchswerkzeug, mitführt. In der Rechtswissenschaft besteht Einigkeit, dass dies zu weit ginge, weil § 244 StGB wie alle Qualifikationen für Fälle gedacht sei, die sich durch ein über die gewöhnliche Tatbegehung weit hinausgehendes Unrecht auszeichnen. Daher bemühen sich Praxis und Lehre um eine restriktive Auslegung des Werkzeugbegriffs. Umstritten ist, auf welche Weise diese erfolgen soll:
Nach einer subjektiv orientierten Sichtweise kommt es darauf an, ob der Täter in Bezug auf den Gegenstand einen Verwendungsvorbehalt hat. Hiernach ist § 244 Abs. 1 Nr. 1 lit. a Var. 2 StGB nur dann verwirklicht, wenn sich der Täter bewusst vorbehält, den Gegenstand gegen Menschen zu verwenden. Ein Gegenstand werde also erst dadurch zum gefährlichen Werkzeug, dass sich der Täter bewusst dazu entschließt, ihn gegen einen Menschen zur Herbeiführung von Verletzungen einzusetzen. Diese Sichtweise wird vielfach dafür kritisiert, durch das Abstellen auf subjektive Elemente zu erheblichen Beweisproblemen zu führen. Darüber hinaus füge sich diese Lesart nicht bruchfrei in die Systematik des § 244 StGB ein, weil der Gesetzgeber bewusst nur bei der Nr. 1 lit. b fordert, dass der Täter das Objekt zur Tat nutzen will.
Der subjektiven Lesart stehen mehrere Ansätze gegenüber, die den Begriff des gefährlichen Werkzeugs mithilfe objektiver Kriterien bestimmen. Teilweise wird auf das Gefährdungspotential des Gegenstands abgestellt. Dem wird entgegengehalten, dass dies zu unbestimmt sei und zu keiner Restriktion des Tatbestands führe, da beispielsweise ein bei einem Ladendiebstahl mitgeführtes Taschenmesser, das der Täter allein zur Entfernung von Sicherheitsetiketten nutzen will, den Tatbestand der Qualifikation erfüllen würde, obwohl die Tat lediglich das Gewicht eines Bagatelldelikts habe. Andere bauen auf der These des Verwendungsvorbehalts auf und fordern, dass ein objektiver Anhaltspunkt für diesen bestehen muss. Dagegen wird vorgebracht, dass nach dem Willen des Gesetzgebers bereits das Mitführen des Gegenstands die Strafschärfung begründen sollte, auf einen Verwendungswillen des Täters sollte es gerade nicht ankommen. Eine weitere Ansicht stellt darauf ab, ob der mitgeführte Gegenstand eine mit Waffen vergleichbare Gefährlichkeit besitzt. Einige ergänzen dieses Kriterium dahingehend, dass zusätzlich aus Sicht eines Dritten die Möglichkeit bestehen muss, dass der Täter den Gegenstand bei der Tatbegehung einsetzt. Ausgenommen werden hiermit insbesondere Gegenstände, deren Mitführen sozial üblich ist oder die nur der Durchführung des Diebstahls dienen. Eingewandt wird auch gegen diesen Ansatz die geringe Bestimmtheit: Unter welchen Voraussetzung ein Gegenstand so gefährlich wie eine Waffe sei, lasse sich kaum präzise allgemeingültig beschreiben.
Eine weitere Sichtweise stellt darauf ab, ob das Besitzen des Gegenstands grundsätzlich verboten ist und einer expliziten behördlichen Erlaubnis bedarf. Hiergegen wird eingewandt, dass auch dies zu einer vom Gesetzgeber nicht gewollten Verkürzung des Anwendungsbereichs der Norm führe.
Der Bundesgerichtshof hatte unmittelbar nach der Neufassung zunächst angedeutet, im Sinne des subjektiven Ansatzes auf eine Widmung des Gegenstands durch den Täter abzustellen, ohne sich jedoch ausdrücklich zu positionieren. In der Folge folgte die Instanzrechtsprechung teilweise den objektiven, teilweise dem subjektiven Ansatz. In einer Divergenzvorlage schloss sich der Bundesgerichtshof 2008 den Kritikern der subjektiven Lösung an und sprach sich für einen objektiven Ansatz aus. Hierbei beschränkte er sich jedoch darauf, einzelfallbezogen mehrere der genannten objektiven Kriterien miteinander zu kombinieren. Auf eine abschließende Lösung zur Problematik hatte er verzichtet; diese könne nur der Gesetzgeber leisten. Die Oberlandesgerichte vertraten in der Folgezeit überwiegend den objektiven Ansatz, bekannten sich jedoch teilweise weiterhin zu einer subjektiven Lösung.

#### Sonstige Werkzeuge oder Mittel
Unter diesen Qualifikationstatbestand fallen Gegenstände, die nicht als Waffe oder gefährliches Werkzeug gelten. Der Schutzzweck dieses Tatbestands ist strittig: Die Rechtsprechung stellte in Bezug auf die Vorgängervorschrift darauf ab, dass sich derjenige, der Werkzeuge verwenden will, dem Raub annähert und daher gesteigertes Unrecht verübt. Das Schrifttum stellt demgegenüber vielfach auf den Schutz der Willensfreiheit ab. Anders als die Nr. 1 lit. a ist § 244 Abs. 1 Nr. 1 lit. b StGB nur dann verwirklicht, wenn der Täter den Gegenstand zur Nötigung eines Menschen einsetzen will. Da potentiell gefährliche Werkzeuge bereits weitgehend von der Nr. 1 lit. a erfasst werden, ist die Nr. 1 lit. b insbesondere bei Scheinwaffen einschlägig. Dies sind Gegenstände, deren Gefährlichkeit der Täter lediglich vortäuscht; so etwa bei Spielzeugwaffen.
Aus Gründen der Verhältnismäßigkeit nimmt die Rechtsprechung allerdings Scheinwaffen, die offensichtlich ungefährlich sind, aus dem Anwendungsbereich des Tatbestands heraus. In solchen Fällen beeinflusse nicht die Beschaffenheit des Gegenstands die Tat, sondern die Täuschung des Täters. So verneinte er beispielsweise das Vorliegen der Qualifikation, als der Täter dem Opfer einen Labello-Stift in den Rücken presste und vorspiegelte, es handele sich um eine Waffe. So entschied er auch über ein Metallrohr, das dem Opfer wie eine Schusswaffe an den Hals gedrückt wurden. Ebenfalls als offensichtlich harmlose Gegenstände nicht tatbestandsmäßig seien ein als Bombe ausgegebener Maggiwürfel und eine als solche erkennbare Wasserpistole. Anders entschied das Gericht bei einem Täter, der eine Sporttasche mitführte und behauptete, dass diese eine Bombe enthalte, da die Ungefährlichkeit hier nicht offensichtlich gewesen sei. Als unerheblich erachtet das Gericht für die Entscheidung über das Vorliegen des Tatbestands, dass das Opfer um die Ungefährlichkeit des Tatmittels weiß, da der Schwerpunkt der Norm darauf liegt, dass der Täter den Gegenstand zur Bedrängung des Opfers einsetzen will. Nicht notwendig sei deswegen, dass das Opfer sich tatsächlich bedroht fühlt.

#### Mitführen von Waffe oder Werkzeug
Der Täter führt das Tatmittel bei sich, wenn er es bei der Tatbegehung derart bereithält, dass er es jederzeit ohne größeren Aufwand einsetzen kann. Dabei genügt aus Sicht der Rechtsprechung, dass der Täter den Gegenstand zu einem beliebigen Zeitpunkt während der Tatbegehung zur Hand hat, also zwischen Versuchsbeginn und Beendigung. Dementsprechend wird § 244 StGB nicht nur dann verwirklicht, wenn der Täter einen Gegenstand von Anfang an in seinen Händen oder seiner Hosentasche bereithält, sondern auch dann, wenn der Täter den Gegenstand erst am Tatort entdeckt und an sich nimmt. Kein Mitführen liegt demgegenüber vor, wenn sich das Tatmittel im in einiger Entfernung geparkten Fluchtwagen oder in einem verschlossenen Rucksack auf dem Rücken des Täters befindet.
Im Schrifttum wird teilweise vertreten, dass der Tatbestand zugunsten von Berufswaffenträgern, etwa Polizisten, teleologisch zu reduzieren ist, da diese ansonsten regelmäßig die Qualifikation erfüllten, auch wenn sie keinen Gebrauch der Waffe planen. Dies sei unverhältnismäßig. Dem hält die überwiegende Auffassung in der Rechtswissenschaft entgegen, dass die Gefahr, die von einem Berufswaffenträger ausgeht, nicht geringer als bei einer anderen Person sei. Daher entspreche es dem Normzweck, den Tatbestand nicht zu reduzieren.

### Bandendiebstahl (§ 244 Abs. 1 Nr. 2 StGB)

#### Schutzzweck
Die verschärfte Strafandrohung für den Bandendiebstahl beruht nach überwiegender Sichtweise auf der gesteigerten Gefährlichkeit, die sich aus der bandenmäßigen Tatbegehung ergibt. So schafft eine Bande zunächst eine abstrakte Organisationsgefahr, indem sie ihren Mitgliedern einen ständigen Anreiz zur Begehung von Straftaten gibt. Ferner begründet sie eine konkrete Aktionsgefahr, weil das bandenmäßige Auftreten mehrerer Täter die Gefährlichkeit und Effizienz der einzelnen Tat steigert. Daneben dient der Tatbestand wie andere Strafnormen, die an die bandenmäßige Begehung anknüpfen, der Bekämpfung der organisierten Kriminalität.

#### Begriff der Bande
Eine Strafbarkeit wegen Bandendiebstahls setzt voraus, dass der Täter Mitglied einer Bande ist und die Tat gemeinsam mit zumindest einem Mitglied der Bande begeht.
Das Gesetz gibt nicht vor, aus wie vielen Personen eine Bande bestehen muss. Das Reichsgericht und zunächst auch der Bundesgerichtshof ließen hierfür anfänglich noch zwei Personen genügen. Argument hierfür war, dass bereits der Zusammenschluss zweier Personen den Beteiligten einen Anreiz zur Begehung weiterer Taten geben kann. Das Bundesverfassungsgericht nahm an dieser Rechtsprechung keinen Anstoß. Das Schrifttum übte demgegenüber vielfach Kritik an dieser Sichtweise. Das niederschwellige Verständnis des Bandenbegriffs vernachlässige, dass einem Zusammenschluss aus zwei Personen die gefestigte Bandenstruktur fehlt, die die bandentypische Gefährlichkeit begründet. Eine Bande erfordere daher mindestens drei Personen. Darüber hinaus warf die Lesart der Rechtsprechung die Herausforderung auf, in Zwei-Personen-Konstellationen präzise zwischen der bandenmäßigen und der mit einer niedrigeren Strafe bedrohten mittäterschaftlichen Begehung abzugrenzen. Der Bundesgerichtshof griff zu diesem Zweck auf das Kriterium des übergeordneten Bandeninteresses zurück; verfolgten die Täter ein solches, ging es vom Vorliegen einer Bande aus. Diese Abgrenzung erwies sich jedoch als schwierig umzusetzen; zu vage schien das Kriterium des übergeordneten Bandeninteresses. Daher schlug der 4. Strafsenat des Bundesgerichtshofs in zwei Beschlüssen aus dem Jahr 2000 vor, künftig mindestens drei Personen für die Annahme einer Bande zu fordern. Der Große Senat des Bundesgerichtshofs schloss sich dem an, weshalb die Rechtsprechung seitdem für das Vorliegen einer Bande die Beteiligung von mindestens drei Personen fordert. Dabei ist nicht erforderlich, dass alle drei täterschaftliche Tatbeiträge erbringen wollen. Auch eine Teilnehmerstellung genügt, weil es typisch für die arbeitsteilige Bandentätigkeit ist, Personen in die Bandenstruktur zu integrieren, die bloß geringfügige Tatbeiträge erbringen sollen.
Der Zusammenschluss muss sich durch eine sog. Bandenabrede auf die künftige Begehung von im Einzelnen noch ungewissen Diebstahls- oder Raubtaten über eine gewisse Dauer hinweg verständigt haben. Diese Abrede kann ausdrücklich oder durch schlüssiges Verhalten zustande kommen. Die Abrede muss hinsichtlich der Ausgestaltung der Taten offen gehalten sein, da sich ansonsten die Gefahr der Gruppendynamik einer Bande nicht realisiert. Hieran fehlt es, wenn die Bande lediglich die Begehung einer bestimmten Anzahl von Taten oder einer Reihe weitgehend fertig geplanter Taten vereinbart.
Die Bandenmitgliedschaft stellt als täterbezogenes Merkmal ein besonderes persönliches Merkmal im Sinne von § 28 Abs. 2 StGB dar. Daher machen sich Personen, die an einem Bandendiebstahl beteiligt sind, selbst allerdings keine Bandenmitglieder sind, zwar wegen Diebstahl, aber nicht wegen Bandendiebstahl strafbar.

#### Bandenmäßige Tatbegehung
Damit die Tat bandenmäßig begangen wird, muss sie sich zunächst im Rahmen der Bandenabrede bewegen. Hieran fehlt es etwa, wenn die Tat in ihrem Umfang oder ihrer Begehungsweise von dem abweicht, was in der Bandenabrede vereinbart worden ist.
Ferner muss die Tat von wenigstens zwei Bandenmitgliedern begangen worden sein. Ursprünglich interpretierte die Rechtsprechung dahingehend, dass zwei Bandenmitglieder am Tatort anwesend sein mussten, weil nur dann die spezifische Gefährlichkeit der Bande den Tatverlauf beeinflusse. Diese Sichtweise hat der Große Senat des Bundesgerichtshofs in seiner oben angesprochenen Entscheidung jedoch aufgegeben. Er begründete dies damit, dass zum einen die erhöhte abstrakte Gefahr, die von einer bandenmäßigen Organisation ausgeht, von der Anzahl der am Tatort Anwesenden nicht berührt werde. Zum anderen begünstige das Anwesenheitserfordernis Bandenmitglieder, die die Tat aus der Ferne steuern. Daher geht die Rechtsprechung mittlerweile davon aus, dass es genügt, wenn sich zwei Bandenmitglieder auf irgendeiner Weise an der Tat beteiligen.
Soweit die Voraussetzungen eines Bandendiebstahls vorliegen, kann nach überwiegender Auffassung bereits die erste Tat der Bande den Tatbestand der Qualifikation erfüllen.

#### Schwerer Bandendiebstahl (§ 244a StGB)
Nach § 244a StGB macht sich strafbar, wer als Mitglied einer Diebesbande ein Regelbeispiel oder ein weiteres Qualifikationsmerkmal § 244 StGB verwirklicht. Diese Qualifikation hat den Anwendungsbereich des § 244 Abs. 1 Nr. 2 StGB stark geschmälert, da Banden regelmäßig gewerbsmäßig (§ 243 Abs. 1 S. 2 Nr. 3 StGB) handeln.

### Wohnungseinbruchdiebstahl (§ 244 Abs. 1 Nr. 3, Abs. 4 StGB)

#### Schutzzweck
Die Qualifikation des Wohnungseinbruchsdiebstahls begründete der Gesetzgeber mit der zusätzlichen Beeinträchtigung der Privatsphäre, die mit dem Einbruch in die Wohnung verbunden sei und die die Gefahr psychischer Beeinträchtigungen berge. Zudem seien Wohnungseinbruchsdiebstähle häufig mit Gewalttätigkeiten und Sachbeschädigungen verbunden. Dass das Betreten dauerhaft genutzter Wohnungen durch § 244 Abs. 4 StGB nochmals qualifiziert wird, rechtfertigt sich dadurch, dass das Betreten solcher Wohnungen für deren Inhaber besonders belastend ist.
§ 244 Abs. 1 Nr. 3 StGB stellt einen Sonderfall des Regelbeispiels aus § 243 Abs. 1 Nr. 1 StGB dar, der den Einbruch in eine beliebige Räumlichkeit mit erhöhter Strafandrohung versieht. § 244 Abs. 4 qualifiziert die Qualifikation des § 244 Abs. 1 Nr. 3 StGB.

#### Wohnung
Eine Strafbarkeit wegen Wohnungseinbruchdiebstahls setzt voraus, dass der Täter widerrechtlich die Wohnung des Opfers betritt. Aufgrund des spezifischen Schutzzwecks der Qualifikation wird der Wohnungsbegriff des § 244 StGB enger als der des Hausfriedensbruchs (§ 123 StGB) ausgelegt. Als Wohnung gilt hier ein überdachter Gebäudeteil, der Menschen als Unterkunft und als Ort zur Entfaltung der Persönlichkeit dient. Hierzu zählen neben eigentlichen Wohnräumen auch Nebenräume, die sich in unmittelbarer Nähe zum Wohnraum befinden, sowie Hotelzimmer.
Abgrenzungsschwierigkeiten ergeben sich, wenn ein Gebäude sowohl Wohnräume als auch anderweitig genutzte Räume aufweist. So verhält es sich etwa bei Wohnhäuser mit integrierten Ladengeschäften, aber auch bei Wohngebäuden mit Kellern oder Dachböden. Hier kommt es nach überwiegender Auffassung für die Strafbarkeit auf die bauliche Situation des Gebäudes an: Dringt der Täter in den Geschäftsraum ein, gilt dies als Wohnungseinbruchdiebstahl, wenn der Täter von dort aus ungehindert in den Wohnraum eindringen kann. Muss er dagegen erst ein Hindernis überwinden, um die Wohnung zu betreten, begründet das Betreten in den Geschäftsraum noch keinen Wohnungseinbruchsdiebstahl.
Nicht als Wohnungen gelten leerstehende Wohnräume, da deren Betreten niemandes Persönlichkeitsrecht beeinträchtigt. In einer im Schrifttum vielfach kritisierten Beschluss ging der BGH allerdings davon aus, dass die Wohnungseigenschaft nicht dadurch aufgehoben wird, dass ihr einziger Bewohner verstirbt, da auch dann eine schützenswerte häusliche Integrität bestehe.
Liegt eine Wohnung vor, ist seit der Einführung des § 244 Abs. 4 StGB danach zu differenzieren, ob die Wohnung dauerhaft oder bloß vorübergehend zu Wohnzwecken dient. Trifft letzteres zu, findet § 244 Abs. 1 Nr. 3 StGB Anwendung, andernfalls der mit einer höheren Strafandrohung versehene § 244 Abs. 4 StGB. Mit dem Dauerhaftigkeitskriterium wollte der Gesetzgeber Wohnmobile, Hotels und ähnlich nur vorübergehend genutzte Unterkünfte aus § 244 Abs. 4 StGB ausklammern. Diese Vorschrift findet daher vor allem auf den Hauptwohnsitz einer Person Anwendung.

#### Einbrechen, Einsteigen, Eindringen und Sichverbergen
Die Tathandlungen des § 244 Abs. 1 Nr. 3 StGB stimmen mit dem des Einbruchdiebstahls nach § 243 Abs. 1 S. 2 Nr. 1 StGB überein: Der Täter handelt tatbestandsmäßig, wenn er in die Wohnung einbricht oder einsteigt, mit einem falschen Schlüssel dort eindringt oder sich in der Wohnung verborgen hält.
Ein Einbrechen liegt vor, wenn der Täter durch Einsatz von nicht unerheblicher Gewalt in eine verschlossene Räumlichkeit hineingelangt. Dies bejahte die Rechtsprechung etwa beim Aufbrechen einer Tür; beim Beiseitedrücken eines Zauns verneinte sie dies demgegenüber mangels hinreichender Kraftentfaltung. Beim Einsteigen gelangt der Täter durch Einsatz von Geschicklichkeit auf einem unüblichen Weg in die Wohnung. So verhält es sich etwa beim Betreten der Wohnung durch ein Dachfenster. Kein Einsteigen liegt demgegenüber vor, wenn der Täter die Wohnung durch eine Eingangs- oder Terrassentür betritt. Ein tatbestandsmäßiges Eindringen ist zunächst dann gegeben, wenn der Täter einen gefälschten Schlüssel oder ein schlüsselähnliches Werkzeug nutzt. Darüber hinaus verwirklicht § 244 Abs. 1 Var. 3 StGB, wer einen echten Schlüssel nutzt, zu dessen Verwendung er nicht berechtigt ist. Ein tatbestandsmäßiges Sichverbergen liegt schließlich vor, wenn sich der Täter innerhalb der Wohnung unberechtigterweise an einem Ort aufhält, an dem der Wohnungsinhaber ihn nicht erwarten würde.

### Vorsatz und Gebrauchsabsicht
Gemäß § 15 StGB muss der Täter zunächst mit bedingtem Vorsatz hinsichtlich des objektiven Tatbestands handeln, also die wesentlichen Tatumstände erkennen und den Eintritt des Taterfolgs zumindest billigend in Kauf nehmen. Bei § 244 Abs. 1 Nr. 1 lit. a StGB muss er daher insbesondere im Bewusstsein handeln, einen Gegenstand mitzuführen, der einen Menschen verletzen kann. Der subjektive Tatbestand ist daher nicht erfüllt, wenn der Täter bei Tatbegehung nicht daran denkt, dass er eine Waffe oder einen anderen verletzungstauglichen Gegenstand mitführt. Hieran kann es insbesondere bei Berufswaffenträgern fehlen, weil das Mitführen von Waffen für diese zum beruflichen Alltag zählt, weshalb es nicht unwahrscheinlich ist, dass ihnen im Zeitpunkt der Tat nicht bewusst ist, dass sie bewaffnet sind. Entsprechendes gilt für das Mitführen gefährlicher Werkzeuge, deren Gebrauch für den Täter alltäglich ist. Bei § 244 Abs. 1 Nr. 2 StGB muss der Täter die Merkmale, die die bandenmäßige Begehung ausmachen, erkennen. Bei § 244 Abs. 1 Nr. 3, Abs. 4 StGB muss der Täter ausweislich des Wortlauts bereits im Zeitpunkt des Betretens der Räumlichkeit den Vorsatz zur Begehung eines Diebstahls haben.
Höhere subjektive Anforderungen weist § 244 Abs. 1 Nr. 1 lit. b StGB auf. Hier muss der Täter zusätzlich zum bedingten Vorsatz über eine Gebrauchsabsicht (dolus directus ersten Grads) verfügen, also den zielgerichteten Willen haben, das Tatmittel zur Erzwingung einer Wegnahme einzusetzen.

## Versuch, Vollendung und Beendigung
Der Versuch der Diebstahlsqualifikation ist strafbar. Dies ergibt sich für Taten nach § 244 Abs. 1 StGB aus § 244 Abs. 2 StGB, für Taten nach § 244 Abs. 4 StGB aus dem Verbrechenscharakter der Vorschrift (§ 23 Abs. 1 Var. 1 StGB).
§ 244 StGB ist wie das Grunddelikt des § 242 StGB mit dem Abschluss der Wegnahme der Tatbeute vollendet. Beendigung tritt ein, sobald der Täter seinen Gewahrsam an der Sache abgesichert hat, etwa durch Fortbringen der Beute vom Tatort.

## Prozessuales und Strafzumessung
Die Tat wird als Offizialdelikt von Amts wegen verfolgt, weshalb der Strafantrag eines Betroffenen grundsätzlich nicht erforderlich ist. Ausnahmsweise bedarf es gemäß § 247 StGB eines Strafantrags, wenn sich die Tat gegen einen Angehörigen, den Vormund, den Betreuer oder gegen eine Person, mit der der Täter in häuslicher Gemeinschaft lebt, richtet. Keine Anwendung findet demgegenüber das Strafantragserfordernis des § 248a StGB, weshalb der Wert des Tatobjekts anders als beim Grundtatbestand für das Prozessuale irrelevant ist.
Die Strafandrohung liegt grundsätzlich zwischen sechs Monaten und zehn Jahren Freiheitsstrafe. Für Fälle nach § 244 Abs. 1 StGB reduziert sich der Strafrahmen bei Vorliegen eines minder schweren Falls auf drei Monate bis zu fünf Jahren Freiheitsstrafe. Diese Strafrahmenreduzierung ermöglicht es dem Richter, die Freiheits- durch eine Geldstrafe zu ersetzen (§ 47 Abs. 1 StGB). Ob ein minder schwerer Fall vorliegt, ergibt sich aus einer Gesamtwürdigung aller strafzumessungsrelevanten Tatumstände. Als weitere Sanktion ermöglicht § 245 StGB die Anordnung von Führungsaufsicht.
Ab dem Zeitpunkt der Beendigung beginnt die Verfolgungsverjährung, die gemäß § 78 Abs. 3 Nr. 3 StGB zehn Jahre beträgt.

## Gesetzeskonkurrenzen
Der einfache und der besonders schwere Diebstahl werden durch das speziellere Delikt des § 244 StGB verdrängt. Idealkonkurrenz besteht bei einem Versuch des § 244 StGB und einem vollendeten (besonders schweren) Diebstahl zur Klarstellung des Unrechtsgehalts der Tat. Gleiches gilt im Regelfall bei versuchtem schweren Raub und vollendetem § 244 StGB.
Wegen der verschiedenen Schutzzwecke der einzelnen Qualifikationstatbestände des § 244 StGB und deren unterschiedlichem Unrechtsgehalt besteht bei Verwirklichung mehrerer Tatbestände Tateinheit (§ 52 StGB). Dies gilt allerdings nicht bei den Nummern 1a und 1b, die sich gegenseitig ausschließen. Hinter den schweren Bandendiebstahl sowie hinter Raub- und Erpressungstaten tritt § 244 Abs. 1 StGB zurück. Zwischen § 244 Abs. 1 Nr. 3 StGB und dem Hausfriedensbruch aus § 123 StGB besteht meist Tateinheit.

## Kriminologie
Das Bundeskriminalamt gibt jährlich eine Statistik über alle in Deutschland gemeldeten Straftaten heraus, die Polizeiliche Kriminalstatistik. Seit 1993 wird das gesamte Bundesgebiet erfasst. In den Statistiken von 1991 und 1992 wurden die alten Bundesländer und das gesamte Berlin erfasst. Ältere Statistiken erfassen nur die alten Bundesländer.
Die Statistik fasst den schweren Fall des Diebstahls aus § 243 StGB, die Nummern 1 und 2 des § 244 StGB und seit 1993 auch die Qualifikation des schweren Bandendiebstahls aus § 244a StGB unter dem Begriff des Diebstahls unter erschwerenden Umständen zusammen. Dafür unterscheidet die Statistik zwischen der Begehung mit und ohne Schusswaffe sowie zwischen Versuch und Vollendung.
Die Zahl der registrierten Delikte stieg nach der Wiedervereinigung deutlich an. Der Höhepunkt wurde 1993 mit der erstmaligen Erfassung der neuen Bundesländer erreicht. In den folgenden Jahren sank die Anzahl deutlich ab. Nach 2010 steigt die Zahl der erfassten Taten wieder leicht an. Diesen Anstieg führen das Innenministerium und das Bundeskriminalamt auf die steigende Anzahl von Banden zurück. Dies sei eine Ausprägung der zunehmenden organisierten Kriminalität. Bei den Diebesbanden falle auf, dass ihre Mitglieder zunehmend Ausländer sind. Der Anteil der ausländischen Tatverdächtigen beim Diebstahl unter erschwerenden Umständen verdoppelte sich im Zeitraum zwischen 2009 und 2015. Im Jahr 2015 betrug dieser Anteil 43,6 % und stagniert seither. Seit 2015 gehen die Fallzahlen wieder zurück. Seit 1993 fiel die Häufigkeitszahl pro 100.000 Einwohner auf ein Viertel von 3.143 auf 780 im Jahr 2021. Das ist weit mehr, als der Rückgang der Straftaten insgesamt, die im selben Zeitraum um 27 % gefallen sind. Das Muster eines Rückgangs der Häufigkeit von Diebstahl seit Anfang der 1990er Jahre findet sich in allen westlichen Ländern. Es ist Teil eines allgemeinen Kriminalitätsrückgangs.
Wohnungseinbruchdiebstahl wird in der Kriminalstatistik als Untermenge von Diebstahl unter erschwerenden Umständen separat erfasst. Sein Anteil daran liegt bei ca. 8 %. Bemerkenswert ist ein starker Rückgang in den 2000er Jahren um 54 % (Häufigkeitszahl von 280 im Jahr 1993 auf 128 im Jahr 2006), gefolgt von einem ausgeprägten Höhepunkt von 206 im Jahr 2015. 2021 lag die Häufigkeitszahl auf dem niedrigsten Wert bei nur noch 65, was einem Rückgang um 77 % seit 1993 entspricht. Rechtswissenschaftler schätzen diese Zahl als recht verlässlich ein, weil das Dunkelfeld aufgrund hoher Anzeigebereitschaft gering sei.
- Diagrammdaten:
- Definition |
- Rohdaten |
- Hilfe

|      | erfasste Fälle | erfasste Fälle        | erfasste Fälle   | mit Schusswaffe | mit Schusswaffe |                  |
| Jahr | insgesamt      | pro 100.000 Einwohner | Versuche         | geschossen      | gedroht         | Aufklärungsquote |
| ---- | -------------- | --------------------- | ---------------- | --------------- | --------------- | ---------------- |
| 1987 | 1.729.892      | 2.829,4               | 306.109 (17,7 %) | 0               | 0               | 16 %             |
| 1988 | 1.612.447      | 2.633,1               | 294.513 (18,3 %) | 7               | 0               | 16,5 %           |
| 1989 | 1.518.929      | 2.461,2               | 273.439 (18 %)   | 0               | 0               | 15,3 %           |
| 1990 | 1.544.932      | 2.464,8               | 278.897 (18,1 %) | 0               | 0               | 14,5 %           |
| 1991 | 1.673.168      | 2.574,1               | 300.319 (17,9 %) | 0               | 0               | 13,5 %           |
| 1992 | 1.905.295      | 2.897,1               | 350.802 (18,4 %) | 0               | 0               | 12,6 %           |
| 1993 | 2.545.592      | 3.143,7               | 429.230 (16,9 %) | 0               | 0               | 11,9 %           |
| 1994 | 2.377.299      | 2.922,7               | 402.671 (16,9 %) | 0               | 0               | 11,9 %           |
| 1995 | 2.317.512      | 2.842,2               | 400.584 (17,3 %) | 0               | 0               | 12,9 %           |
| 1996 | 2.111.876      | 2.581,2               | 373.070 (17,7 %) | 0               | 0               | 13,6 %           |
| 1997 | 1.965.052      | 2.396,0               | 343.953 (17,5 %) | 0               | 0               | 14,4 %           |
| 1998 | 1.798.120      | 2.191,3               | 313.391 (17,4 %) | 0               | 0               | 14,8 %           |
| 1999 | 1.652.759      | 2.014,7               | 282.098 (17,1 %) | 0               | 0               | 14,4 %           |
| 2000 | 1.519.475      | 1.849,3               | 261.992 (17,2 %) | 0               | 0               | 14,4 %           |
| 2001 | 1.496.352      | 1.819,1               | 250.192 (16,7 %) | 0               | 0               | 14,1 %           |
| 2002 | 1.554.592      | 1.885,7               | 255.138 (16,4 %) | 0               | 0               | 13,5 %           |
| 2003 | 1.488.458      | 1.803,4               | 247.338 (16,6 %) | 0               | 0               | 13,2 %           |
| 2004 | 1.444.136      | 1.749,8               | 248.447 (17,2 %) | 0               | 1               | 13,9 %           |
| 2005 | 1.311.518      | 1.589,7               | 224.412 (17,1 %) | 0               | 1               | 13,9 %           |
| 2006 | 1.239.287      | 1.503,3               | 221.121 (17,8 %) | 0               | 0               | 14,3 %           |
| 2007 | 1.247.414      | 1.515,4               | 230.852 (18,5 %) | 0               | 0               | 14,9 %           |
| 2008 | 1.165.985      | 1.418,2               | 231.030 (19,8 %) | 0               | 0               | 15 %             |
| 2009 | 1.108.766      | 1.352,1               | 228.384 (20,6 %) | 0               | 0               | 14,9 %           |
| 2010 | 1.067.974      | 1.305,6               | 229.004 (21,4 %) | 0               | 0               | 15,1 %           |
| 2011 | 1.113.279      | 1.361,8               | 236.678 (21,3 %) | 0               | 0               | 15 %             |
| 2012 | 1.098.426      | 1.342,1               | 240.083 (21,9 %) | 0               | 0               | 14,8 %           |
| 2013 | 1.084.198      | 1.346,4               | 244.485 (22,5 %) | 0               | 0               | 14,8 %           |
| 2014 | 1.117.916      | 1.384,1               | 254.541 (22,8 %) | 0               | 0               | 14,7 %           |
| 2015 | 1.134.739      | 1.397,5               | 270.329 (23,8 %) | 0               | 0               | 14,1 %           |
| 2016 | 1.083.293      | 1.318,3               | 261.812 (24,2 %) | 0               | 0               | 14,6 %           |
| 2017 | 936.572        | 1.134,9               | 224.131 (23,9 %) | 0               | 0               | 15,1 %           |
| 2018 | 853.837        | 1.031,3               | 198.391 (23,2 %) | 0               | 0               | 15,4 %           |
| 2019 | 796.891        | 959,9                 | 182.224 (22,9 %) | 0               | 0               | 14,8 %           |
| 2020 | 750.817        | 902,8                 | 177.433 (23,6 %) | 0               | 0               | 15,7 %           |
| 2021 | 648.198        | 779,5                 | 151.703 (23,4 %) | 0               | 0               | 15,6 %           |
| 2022 | 736.896        | 885,3                 | 157.371 (21,4 %) | 0               | 0               | 14,5 %           |
| 2023 | 799.098        | 947,3                 | 182.343 (22,8 %) | 0               | 0               | 15,3 %           |
| 2024 | 791.120        | 934,4                 | 184.535 (23,3 %) | 0               | 0               | 15,9 %           |

|      | erfasste Fälle | erfasste Fälle        | erfasste Fälle  | mit Schusswaffe | mit Schusswaffe |                  |
| Jahr | insgesamt      | pro 100.000 Einwohner | Davon Versuche  | geschossen      | gedroht         | Aufklärungsquote |
| ---- | -------------- | --------------------- | --------------- | --------------- | --------------- | ---------------- |
| 1999 | 149.044        | 181,7                 | 48.666 (32,7 %) | 0               | 0               | 18,3 %           |
| 2000 | 140.015        | 170,4                 | 47.627 (34 %)   | 0               | 0               | 17,7 %           |
| 2001 | 133.722        | 162,6                 | 45.365 (33,9 %) | 0               | 0               | 18,7 %           |
| 2002 | 130.055        | 157,8                 | 44.980 (34,6 %) | 0               | 0               | 19,6 %           |
| 2003 | 123.280        | 149,4                 | 42.374 (34,4 %) | 0               | 0               | 18 %             |
| 2004 | 124.155        | 150,4                 | 44.872 (36,1 %) | 0               | 0               | 19,5 %           |
| 2005 | 109.736        | 133,0                 | 40.200 (36,6 %) | 1               | 0               | 19,6 %           |
| 2006 | 106.107        | 128,7                 | 39.255 (37 %)   | 0               | 0               | 19,3 %           |
| 2007 | 109.128        | 132,6                 | 41.232 (37,8 %) | 0               | 0               | 20 %             |
| 2008 | 108.284        | 131,7                 | 41.367 (38,2 %) | 0               | 0               | 18,1 %           |
| 2009 | 113.800        | 138,3                 | 43.240 (38 %)   | 0               | 0               | 16,9 %           |
| 2010 | 121.347        | 148,3                 | 46.209 (38,1 %) | 0               | 0               | 15,9 %           |
| 2011 | 132.595        | 162,2                 | 51.102 (38,5 %) | 0               | 0               | 16,2 %           |
| 2012 | 144.117        | 176,1                 | 56.311 (39,1 %) | 0               | 0               | 15,7 %           |
| 2013 | 149.500        | 185,7                 | 60.045 (40,2 %) | 0               | 0               | 15,5 %           |
| 2014 | 152.123        | 188,3                 | 62.934 (41,4 %) | 0               | 0               | 15,9 %           |
| 2015 | 167.136        | 205,8                 | 71.300 (42,7 %) | 0               | 0               | 15,2 %           |
| 2016 | 151.265        | 184,1                 | 66.960 (44,3 %) | 0               | 0               | 16,9 %           |
| 2017 | 116.540        | 141,2                 | 52.495 (45,0 %) | 0               | 0               | 17,8 %           |
| 2018 | 97.504         | 117,8                 | 44.261 (45,4 %) | 0               | 0               | 18,1 %           |
| 2019 | 87.145         | 105,0                 | 39.466 (45,3 %) | 0               | 0               | 17,4 %           |
| 2020 | 75.023         | 90,2                  | 35.054 (46,7 %) | 0               | 0               | 17,6 %           |
| 2021 | 54.236         | 65,2                  | 26.391 (48,7 %) | 0               | 0               | 19,5 %           |
| 2022 | 65.908         | 79,2                  | 30.863 (46,8 %) | 0               | 0               | 16,1 %           |
| 2023 | 77.819         | 92,2                  | 36.049 (46,3 %) | 0               | 0               | 14,9 %           |
| 2024 | 78.436         | 92,6                  | 35.857 (45,7)   | 0               | 0               | 15,3 %           |